# Pebble Creek
Pebble Creek är en ort (CDP) i Hillsborough County, i delstaten Florida, USA. Enligt United States Census Bureau har orten en folkmängd på 7 622 invånare (2010) och en landarea på 7,2 km².